# Frau im Mond
Frau im Mond (Dona a la lluna) és una pel·lícula muda de ciència-ficció alemanya que es va estrenar el 15 d'octubre de 1929 al cinema UFA-Palast am Zoo de Berlín a una audiència de 2.000 persones. Sovint es considera una de les primeres pel·lícules de ciència-ficció "serioses". Va ser dirigit per Fritz Lang, i escrit per la seva dona Thea von Harbou, basat en la seva novel·la de 1928 Die Frau im Mond. Va se estrenada als Estats Units com a By Rocket to the Moon i al Regne Unit com a Woman in the Moon. Els conceptes bàsics dels viatges amb coet es van presentar per primera vegada a un públic massiu en aquesta pel·lícula, inclòs l'ús d'un coet multitram. La pel·lícula es va rodar entre l'octubre de 1928 i el juny de 1929 als estudis UFA de Neubabelsberg, prop de Berlín.

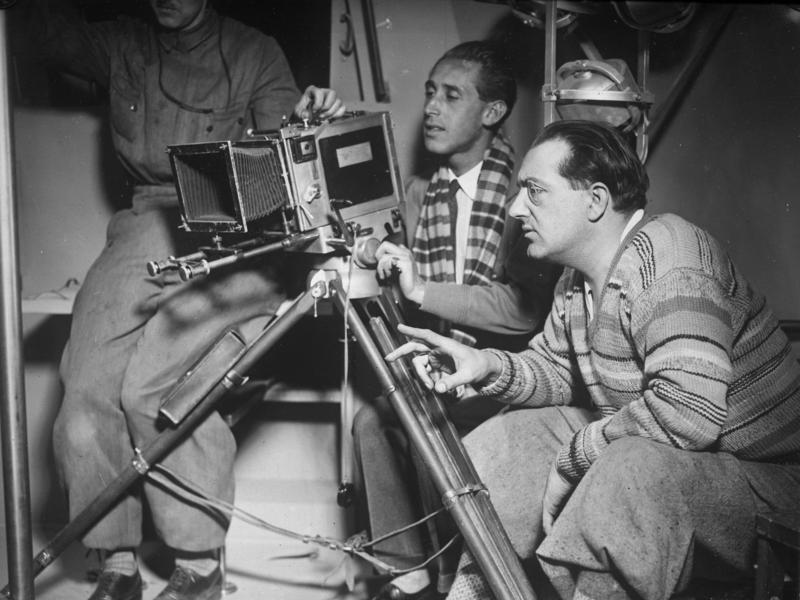
El director Fritz Langal plató de la seva pel·lícula Frau im Mond, 1929.

## Argument
Helius (Willy Fritsch) és un emprenedor amb interès pels viatges espacials. Busca el seu amic, el professor Mannfeldt (Klaus Pohl), un visionari que va escriure un tractat afirmant que probablement hi havia molt d'or a la lluna, només per ser ridiculitzat pels seus companys. Helius reconeix el valor de l'obra de Mannfeldt. No obstant això, una banda de malvats homes de negocis també s'han interessat per les teories de Mannfeldt i han enviat un espia (Fritz Rasp) que s'identifica com "Walter Turner".
Mentrestant, l'assistent d'Helius, Windegger (Gustav von Wangenheim) ha anunciat el seu compromís amb l'altra ajudant d'Helius, la Friede (Gerda Maurus). Helius, que en secret estima Friede, evita la seva festa de compromís.
De camí a casa després de la seva reunió amb el professor Mannfeldt, Helius és assaltat per sequaços de la banda. Roben la investigació que el professor Mannfeldt havia confiat a Helius, i també roben la casa d'Helius, agafant-se un altre material valuós. Aleshores, Turner presenta a Helius un ultimàtum: la banda sap que està planejant un viatge a la Lluna; o els inclou en el projecte, o el sabotejaran i destruiran el seu coet, que es diu Friede. A contracor, Helius accepta els seus termes.
L'equip de coets està reunit: Helius; el professor Mannfeldt i la seva mascota Josephine; Windegger; Friede; i Turner. Després que Friede s'enlairi, l'equip descobreix que Gustav (Gustl Gstettenbaur), un noi jove que s'ha fet amic d'Hèlius, s'ha amagat al coet amb la seva col·lecció de revistes de ciència-ficció.
Durant el viatge, Windegger es mostra com un covard, i els sentiments d'Hèlius comencen a ser coneguts per Friede, creant un triangle romàntic.
Arriben al costat més llunyà de la Lluna i troben que té una atmosfera respirable, segons les teories de Peter Andreas Hansen, que s'esmenta prop del començament de la pel·lícula. Mannfeldt descobreix l'or, demostrant la seva teoria. Quan s'enfronta a Turner, Mannfeldt cau a mort en una escletxa. Turner intenta segrestar el coet i, en la lluita, és assassinat a trets. Els trets fan malbé els tancs d'oxigen i s'adonen que no hi ha prou oxigen per fer el viatge de tornada. Una persona ha de romandre a la Lluna.
Helius i Windegger treuen palletes per veure qui s'ha de quedar i Windegger perd. En veure l'angoixa de Windegger, Helius decideix drogar Windegger i Friede amb una última copa junts i prendre el lloc de Windegger, deixant que Windegger torni a la Terra amb Friede. Friede sent que hi ha alguna cosa al vi. Fingeix beure i després es retira al compartiment on es troba el seu bressol, tanca la porta amb pany. Windegger beu el vi, i és sedat. Helius fa de Gustav el seu confident i el nou pilot del vaixell. L'Helius el veu marxar i després marxa cap al camp de supervivència preparat originalment per a Windegger. Descobreix que en Friede ha decidit quedar-se amb ell a la lluna. S'abracen, i Helius plora a l'espatlla mentre Friede li acaricia els cabells i li xiuxiueja paraules de consol.

## Repartiment
- Klaus Pohl com el professor Georg Manfeldt
- Willy Fritsch com a Wolf Helius
- Gustav von Wangenheim com a enginyer Hans Windegger (com a Gustav von Wangenheim)
- Gerda Maurus com Stud. astr. Friede Velten
- Gustl Gstettenbaur com a Gustav (com a Gustl Stark-Gstettenbaur)
- Fritz Rasp com a L'home "que es diu Walter Turner"
- Tilla Durieux com a Five Brains and Checkbooks
- Hermann Vallentin com Five Brains and Checkbooks
- Max Zilzer com a Five Brains and Checkbooks
- Mahmud Terja Bey com a Five Brains and Checkbooks
- Borwin Walth com a Five Brains and Checkbooks
- Karl Platen com a L'home del micròfon
- Margarete Kupfer com a Frau Hippolt, mestressa d'Helius
- Alexa von Porembsky com a venedora de violetes (com Alexa v. Porembska)
- Gerhard Dammann com el capataz de l'Helius Flugwerft (com a Dammann)
- Heinrich Gotho com a L'arrendatari del segon pis (com a Gotho)
- Alfred Loretto com a Dues existències úniques (com a Loretto)
- Max Maximilian com a Grotjan, xofer a Helius (com a Maximilian)
- Edgar Pauly com a dues existències úniques (com a Pauly)
- El ratolí Josephine com un ratolí

## Influència

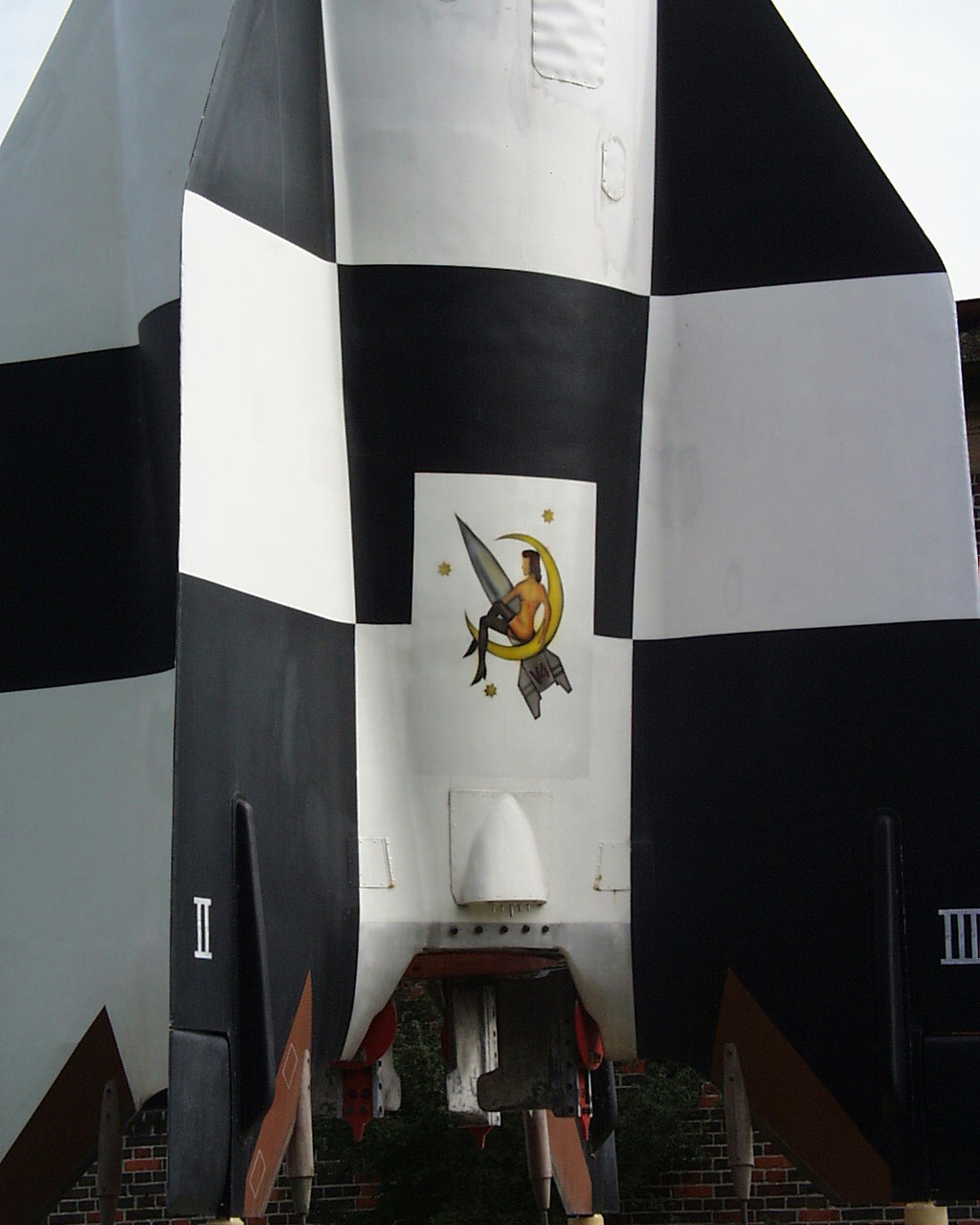
Coet V-2 amb "Frau im Mond" nose art referenciant la pel·lícula

Lang, que també va fer Metropolis, tenia un interès personal per la ciència-ficció. Quan va tornar a Alemanya a finals de la dècada de 1950, va vendre la seva extensa col·lecció de revistes Astounding Science Fiction, Weird Tales, i Galaxy. Durant la seqüència de llançament de la pel·lícula de la dècada de 1920 es presenten diverses característiques tècniques/operatives premonitores, que posteriorment es van fer servir comú durant la cursa espacial de la postguerra dels Estats Units:
- El coet Friede està totalment construït en un edifici alt i traslladat a la plataforma de llançament
- A mesura que s'acosta el llançament, l'equip de llançament compta enrere els segons de deu a zero ("ara" s'utilitzava per a zero), i sovint es cita "Frau im Mond" com la primera aparició del "compte enrere a zero" abans del llançament d'un coet.[2][6]
- El coet s'enlaira d'una bassa d'aigua; L'aigua s'utilitza habitualment avui a les rampes de llançament per absorbir i dissipar la calor extrema i per esmorteir el soroll generat per l'escapament del coet.
- A l'espai, el coet expulsa el seu primer tram i dispara el seu coet de segona tram, predint el desenvolupament de coets orbitals multitram moderns.
- La tripulació s'inclina sobre llits horitzontals per fer front a les forces G experimentades durant l'enlairament i l'acceleració preorbital
- Les corretges dels peus del sòl s'utilitzen per retenir la tripulació durant la gravetat zero (avui s'utilitza Velcro).

Aquests articles i el disseny general del coet van fer que la pel·lícula fos prohibida a Alemanya entre 1933 i 1945 durant la Segona Guerra Mundial pels nazis, a causa de les similituds amb el seu secret projecte V-2.
El científic de coets Hermann Oberth va treballar com a assessor en aquesta pel·lícula. Originalment tenia la intenció de construir un coet que funcionés per utilitzar-lo a la pel·lícula, però el temps i la tecnologia van impedir que això passés. La pel·lícula va ser popular entre els científics de coets del cercle de Wernher von Braun al Verein für Raumschiffahrt (VfR). El primer coet V-2 llançat amb èxit a les instal·lacions de desenvolupament de coets a Peenemünde tenia el logotip Frau im Mond pintat a la seva base. El conegut escriptor científic de postguerra Willy Ley també va exercir com a consultor de la pel·lícula. La novel·la de Thomas Pynchon de 1973 Gravity's Rainbow, que tracta sobre els coets V-2, fa referència a la pel·lícula, juntament amb diverses altres pel·lícules clàssiques mudes alemanyes.
Oberth també va assessorar Hergé per a Objectiu: la Lluna i Hem caminat damunt la Lluna (1953/4), que han estat fortament influenciades per la trama de Frau im Mond.